# Льодовик Тіндаль
Льодовик Тіндаль (англ. Tyndall Glacier або інша назва Льодовик Ґейке англ. Geike Glacier) — один з найбільших льодовиків в Південно-Патагонському льодовиковому полі. Він знаходиться на території національного парку Торрес-дель-Пайне (Чилі). Останнім часом значно відступив.
Льодовик названий на честь англійського вченого Джона Тіндаля.